# Linden Hall School

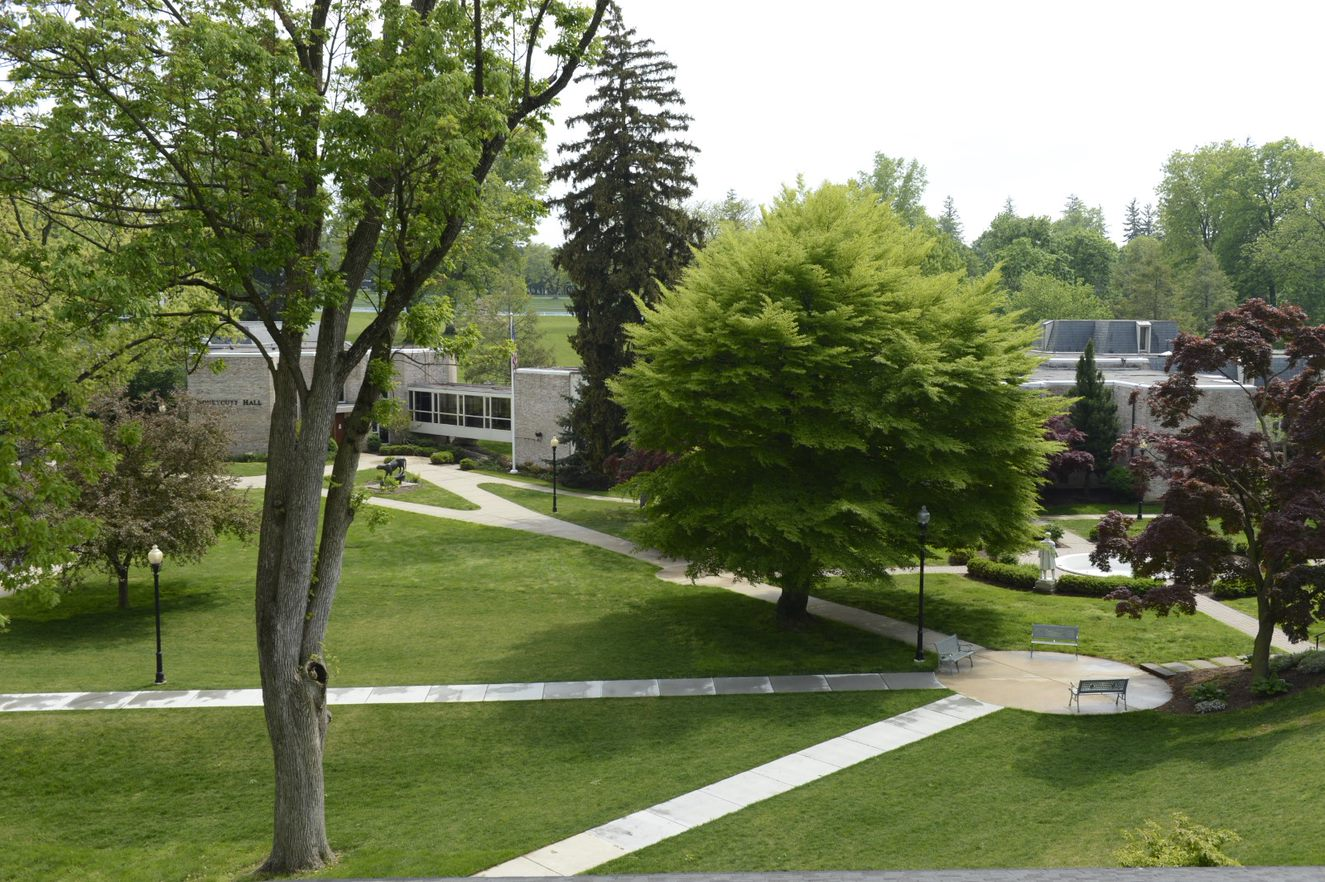
Kampus Linden Hall

Linden Hall je nejstarší kolejní dívčí škola v USA. Byla založena církví Moravian church v roce 1746 a je situována ve městě Lititz v Pensylvánii. Ve srovnání s ostatními kolejními školami v USA je Linden Hall spíše menší škola s nižšími příjmy. Linden Hall nabízí pro svoje studentky jezdecký program, stejně jako několik kurzů Advanced placement. Je tzv. seven days boarding, což znamená, že dívky tam mohou zůstávat celý rok mimo prázdnin. Linden Hall má také vysoké procento zahraničních studentek. Mezi její nejslavnější absolventky patří Jackie Kennedy.